# دونكان غيفورد
دونكان غيفورد (بالإنجليزية: Duncan Gifford)‏ هو معلم موسيقى وعازف بيانو أسترالي، ولد في 26 نوفمبر 1972.

## وصلات خارجية
- دونكان غيفورد على موقع ميوزك برينز (الإنجليزية)
- دونكان غيفورد على موقع أول ميوزيك (الإنجليزية)